# Knöland
Knöland (Sarkidiornis melanotos) är en fågel i familjen änder inom ordningen andfåglar, vida spridd i Afrika söder om Sahara och i södra Asien. Närbesläktade sydamerikanska kamanden har tidigare behandlats som underart till knölanden, men urskiljs numera oftast som egen art. Knölanden minskar i antal, men beståndet anses ändå livskraftigt.

## Utseende och läten
Knölanden är en stor (64–79 centimeter), kraftig och distinkt svartvit and med svartfläckat vitt huvud och hals. Hanen har en stor, köttig knöl på näbben. Till skillnad från den nära släktingen kamanden har den grå flanker, annorlunda formad knöl/kam och är större. Knölanden är förhållandevis tystlåten, men ibland hörs låga kväkande ljud. Under häckningstid hörs även hesa visslingar och stönande ljud.

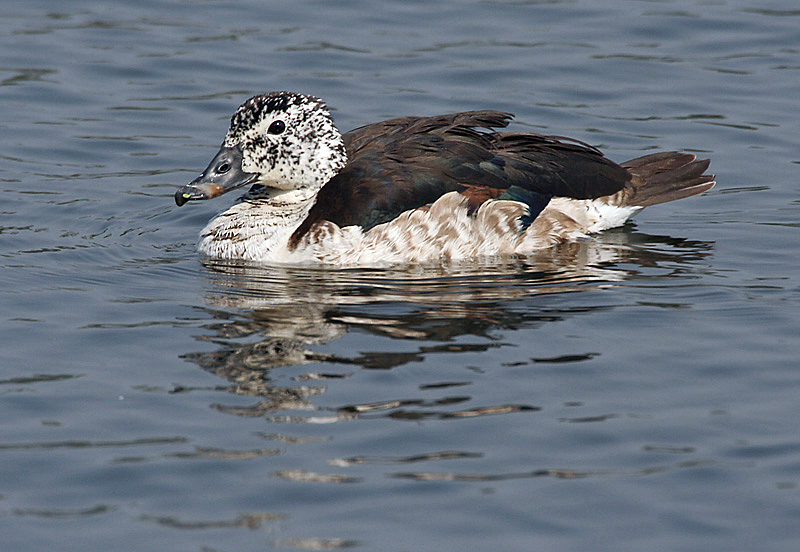
Adult hona fotograferad i Indien.

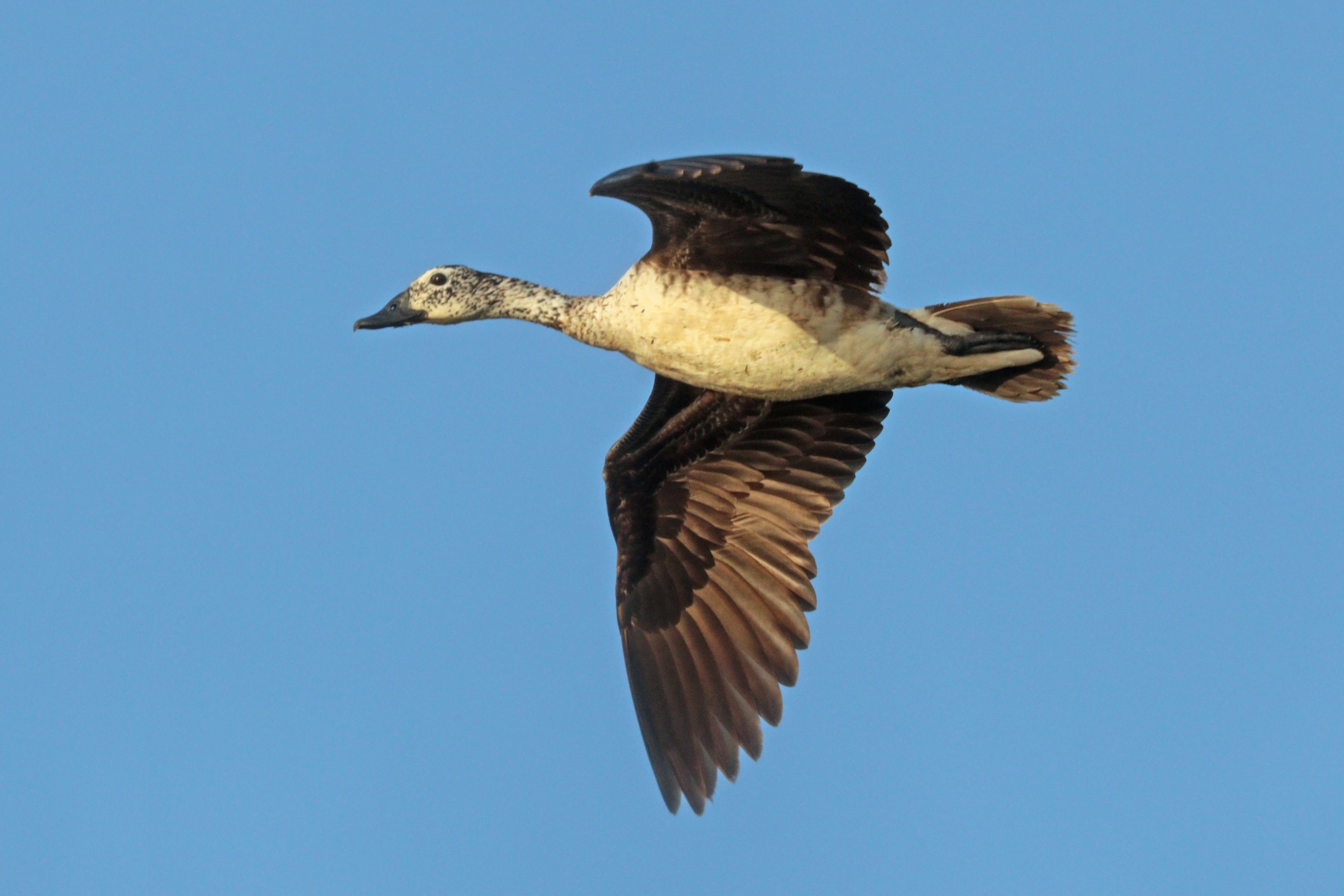
Hona i flykten.

## Utbredning
Knälanden förekommer i våtmarker i tropiska Afrika söder om Sahara, på Madagaskar och i södra Asien, från Pakistan till Laos och allra sydligaste Kina. I Pakistan och Sri Lanka är den möjligen utdöd. Tillfälligt har den setts i bland annat Oman och Japan. I oktober 2016 uppträdde den även i Malaysia, på Malackahalvön.

## Systematik
Den sydamerikanska kamanden (Sarkidiornis sylvicola) betraktades tidigare ofta som underart till knöland och vissa gör det fortfarande. Denna urskiljs dock allt oftare som egen art. Knölanden i begränsad mening behandlas som monotypisk, det vill säga att den inte delas in i några underarter. Genetiska studier visar att den 

## Ekologi
Fågeln trivs i sötvattensvåtmarker, floder, floddeltan, sjöar och risfält, alla med förekommande spridda träd, men även i mer öppna gräsmarker. Den livnär sig av vegetabilier som växtfrön, ris och andra sädesslag, komplementerat med ryggradslösa djur. Den födosöker genom att beta gräs på land och vada eller tippa i grunt vatten, i Afrika ofta tillsammans med visseländer och nilgås.
Knölanden häckar huvudsakligen under regnperioden, i par eller i små grupper där hanar kan ha upp till fyra honor, varav en är dominant. Boet är en grov konstruktion gjord av kvistar och gräs som placeras i träd (Acacia albida i Mali och Sudan, Avicennia marina på Madagaskar) eller ett hålutrymme i en klippa. På Madagaskar kan den konkurrera om boplats med lemurer, madagaskarkricka eller vasapagejojor i släktet Coracopsis. Den lägger sex till tjugo ägg, i genomsnitt åtta men hela 54 ägg har noterats i ett bo där flera honor lagt ägg. Honan ruvar ensam i 28-30 dagar.

## Status och hot
Arten har ett stort utbredningsområde och en stor population. Utifrån dessa kriterier kategoriserar IUCN arten som livskraftig (LC). Den tros minska i antal, men inte tillräckligt snabbt för att arten ska betraktas som hotad. Världspopulationen uppskattas till mellan 60 000 och 227 000 vuxna individer.

## Namn
Fågelns vetenskapliga artnamn melanotos betyder "svartryggad".